# Кавалеры ордена Святого Георгия III класса Я
Кавалеры ордена Святого Георгия III класса на букву «Я»
Список составлен по алфавиту персоналий. Приводятся фамилия, имя, отчество; звание на момент награждения; номер по спискам Григоровича — Степанова и Судравского; дата награждения. Лица, чьи имена точно идентифицировать не удалось, не викифицируются.
- Якоби, Иван Варфоломеевич, генерал-майор, № 46, 26 ноября 1775
- Яшвиль, Лев Михайлович, полковник, № 176, 21 апреля 1808